# Holmträskberget
Holmträskberget är ett naturreservat i Storumans kommun i Västerbottens län.
Området är naturskyddat sedan 1997 och är 7 hektar stort. Reservatet är småkuperad med moränkullar och sänkor. Reservatet består av grov och högrest tall på kullarna och granskog med inslag av lövträd i sänkorna.